# Cristaria multiflora
Cristaria multiflora är en malvaväxtart som beskrevs av C. Gay. Cristaria multiflora ingår i släktet Cristaria och familjen malvaväxter. Inga underarter finns listade i Catalogue of Life.